# Volkswagen Typ 82
VW Typ 82 (Kübelwagen) - стандартний військовий автомобіль підвищеної прохідності Вермахту періоду Другої світової війни, сконструйований на основі Volkswagen Тип 1.

## Історія

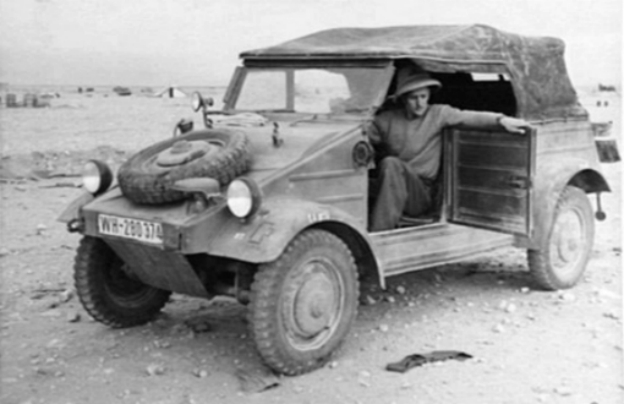
VW Typ 82. 1941

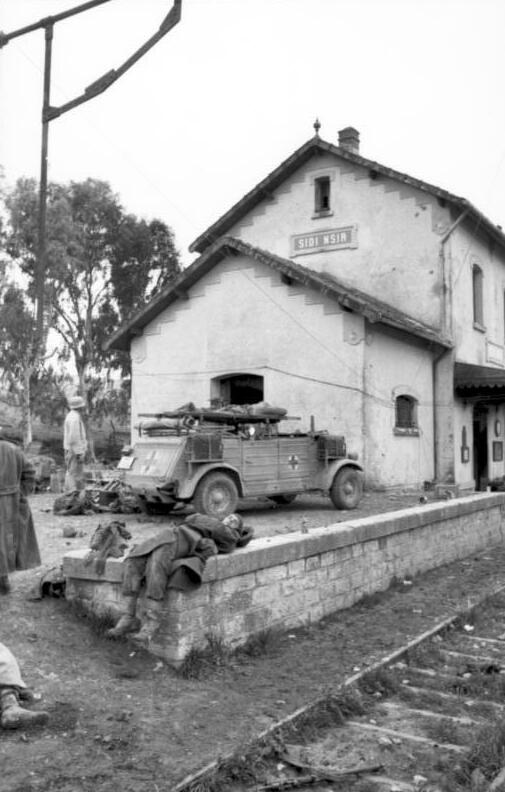
Санітарний Typ 82. 1941

З середини 1920-х років у Рейхсвері почали розробляти концепцію легкого задньопривідного (4×2) автомобіля підвищеної прохідності з відкритим кузовом. Для захисту від опадів він повинен був отримати складаний брезентовий дах і брезентові заслони замість дверей. Під час їзди по бездоріжжю комфортні і безпечні умови мали створювати сидіння - Kübelsitze. Від них автомобіль отримав назву Kübelsitzwagen, згодом Kübelwagen. На 1934 було визначено, що такий автомобіль повинен перевозити 3 солдат з амуніцією і легким кулеметом. 14 січня 1938 на тестах Фольксвагена типу 1 було запропоновано використати його для військових цілей. Відділ озброєнь Вермахту прийняв пропозицію і 3 листопада 1938 було презентовано VW typ 62 з відкритим бездверним стальним кузовом. Переднє скло опускалось на капот. Проведені тести показали необхідність розробки модифікації з повним приводом, що не було виконано. Повнопривідний плаваючий автомобіль був виокремлений в окрему модель VW Type 166. 
Для економії коштів було визнано за доцільне зосередитись на конструкції кузова авто. При власній масі 550 кг автомобіль повинен був перевозити 400 кг вантажу, при цьому мати малу висоту і можливість випуску великих серій при мінімальних затратах на матеріали та виробниче устаткування. 
Після нових тестів 30 прототипів кузов був піднятий над землею, підвищено обертовий момент мотора. VW Typ 82 долав брід в 45 см, підйоми на дорозі 45° і 40° бездоріжжям. Повнопривідна модель VW Typ 82Е отримала закритий кузов від цивільного VW Typ 1.
Перші Typ 82 виготовили у Штуттгарті у червні 1939, що узяли участь у війні в Польщі. 3 серпня 1940 розпочали серійне виробництво, яке припинили 10 квітня 1945 за декілька днів до зайняття підприємства у Вольфсбургу американцями, виготовивши 50.788 машин. Близько 30 модифікацій Typ 82 використовувалось у всіх видах ЗС Третього Райху.

## Галерея

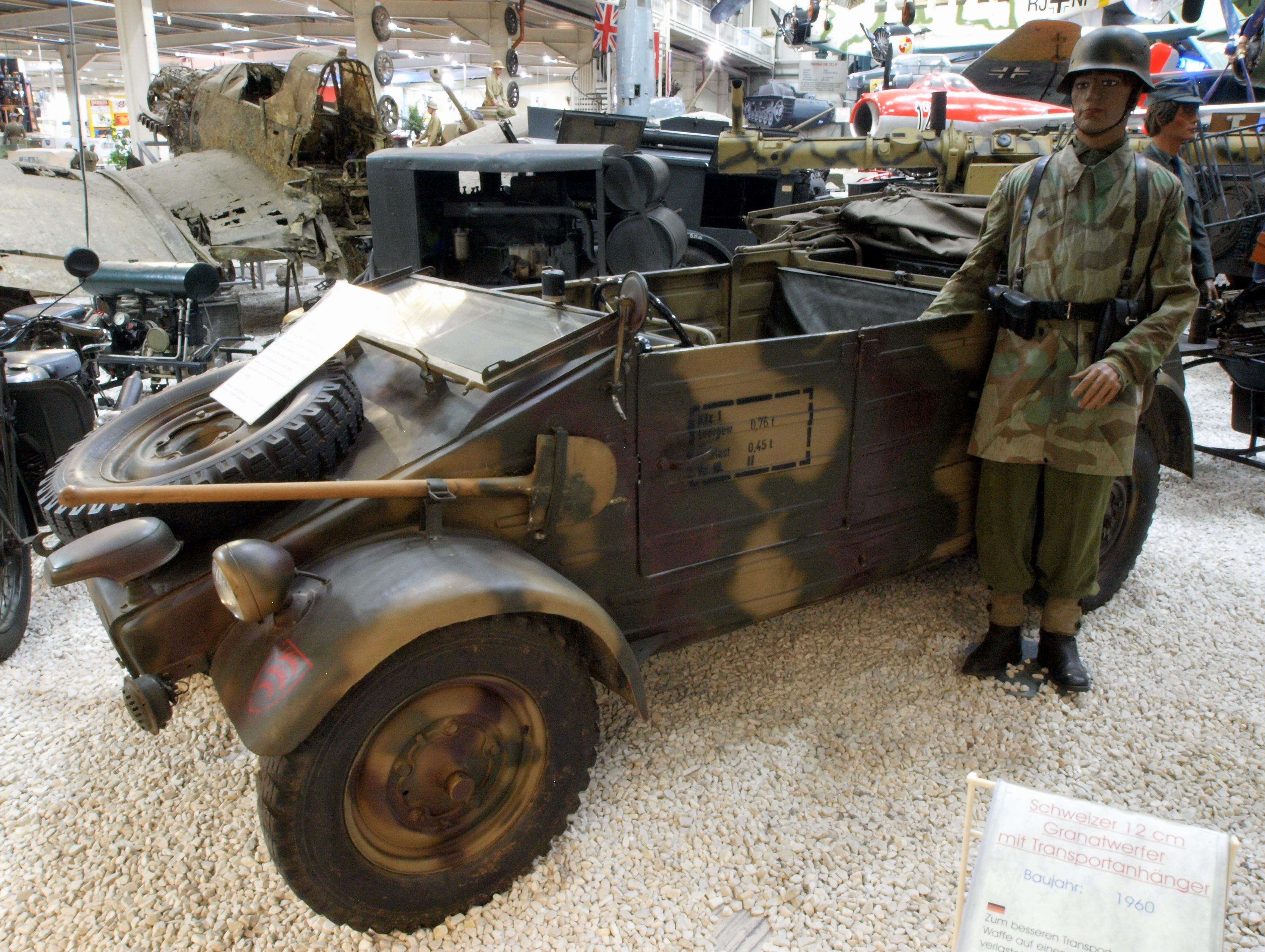
VW Typ 82 у музейній експозиції
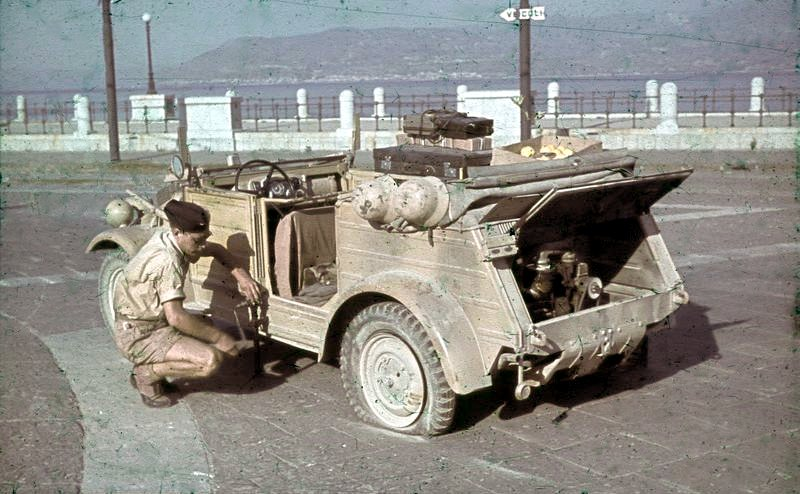
VW Typ 82 на Сицилії. 1943
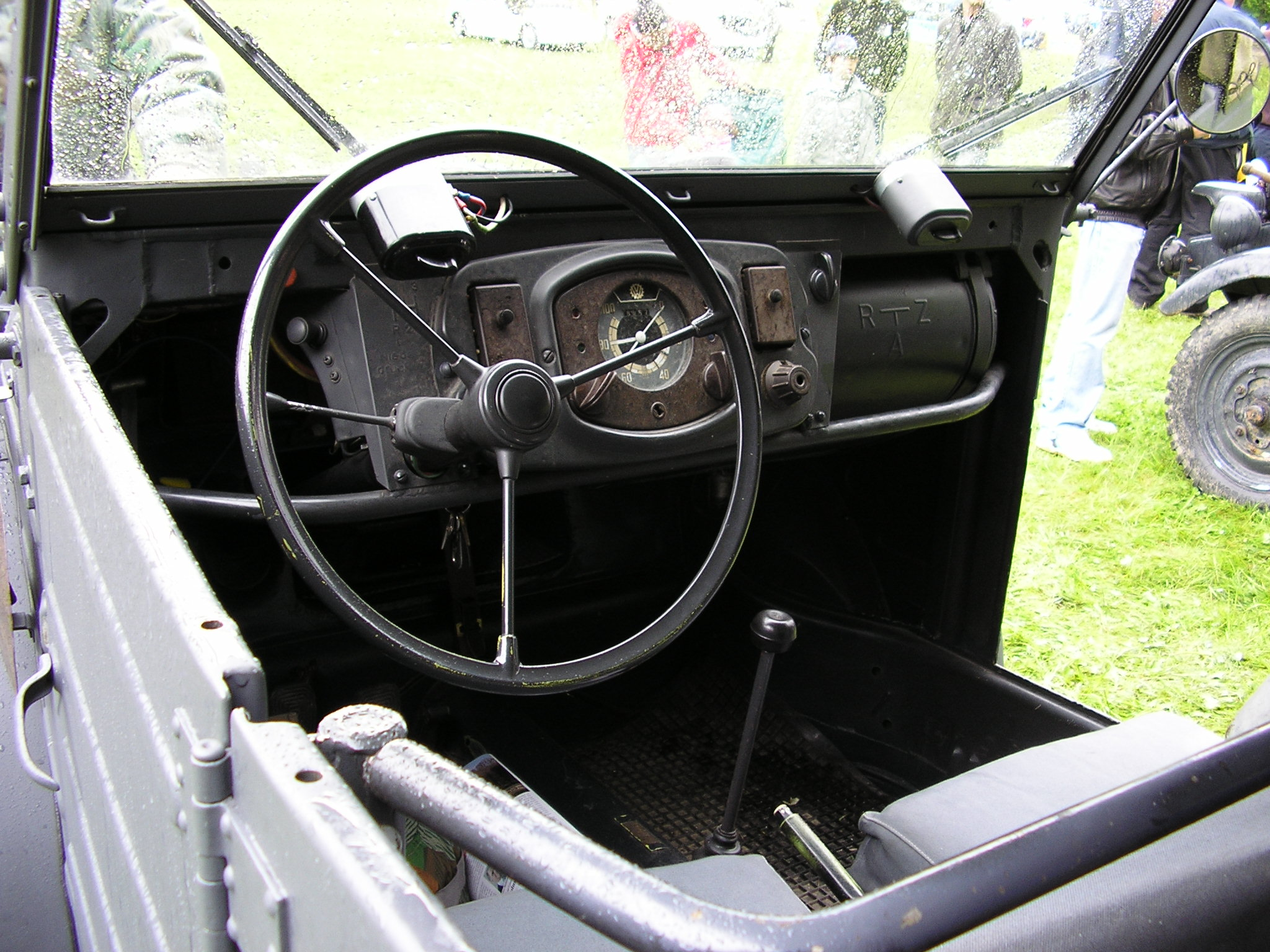
Панель приладів
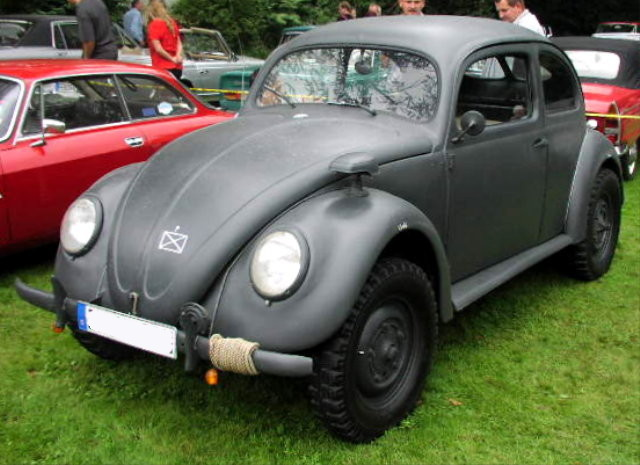
VW Typ 82Е
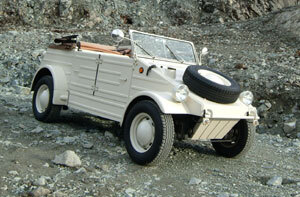
Typ 82 Kubelwagen

## У комп'ютерних іграх
- У грі Call of Duty є окрема місія, присвячена цій маленькій зручній машинці. Вона так і називається «Вільний Кюбельваген». Протагоніст в групі американських десантників має потрапити до штабу. Після звільнення від німців села і знищення кількох протиповітряних і мінометних батарей троє американців мчать із донесенням на французькому легковику, але їх шлях обрізає пара німецьких танків. Загін з боєм проривається через будівлі і натрапляє на кюбельваген, що стоїть у гаражі. Мартину лишається знищити із снайперської автоматичної гвинтівки добрячу частину місцевого гарнізону, і бійці знову мчать на власних колесах до місця призначення. Вертка і жвава німецька машинка з відкритим верхом — вчасний і надійний помічник.
- Також у грі Battlefield Heroes кюбельваген є основним транспортом німецької армії.
- У серії ігор Men Of War кюбельваген дуже часто використовується німецькими військами як розвідка, а також на ній їздять офіцери. Є можливість захопити та покататися на автобілях своїми військами, перемикнувши режим на пряме управління.